# Maartje Paumen
Maartje Yvonne Helene Paumen (Geleen, 19 settembre 1985) è una hockeista su prato olandese.
Paumen si è laureata campionessa olimpica a Pechino 2008 e Londra 2012, mentre a Rio de Janeiro 2016 i Paesi Bassi sono stati sconfitti ai rigori dalla Gran Bretagna.
Ha partecipato a tre edizioni dei mondiali, laureandosi campionessa a Madrid 2006 e L'Aia 2014, perdendo la finale di Rosario 2010 contro l'Argentina.
Vanta anche quattro successi all'Hockey Champions Trophy (2004, 2005, 2007 e 2011) e tre agli Europei (2005, 2009, 2011).
Paumen lascia la Nazionale nel 2016 con 195 reti in 235 partite, miglior marcatrice di sempre, e due anni dopo chiude la carriera agonistica dopo essere diventata la giocatrice con più reti nella storia del campionato olandese con 368 marcature.
Nel 2011 e nel 2012 è stata eletta miglior giocatrice mondiale dall'IHF.

## Palmarès
- Giochi olimpici

Pechino 2008: oro.
Londra 2012: oro.
Rio de Janeiro 2016: argento.
- Campionato mondiale

Madrid 2006: oro.
Rosario 2010: argento.
L'Aia 2014: oro.
- Hockey Champions Trophy

Rosario 2004: oro.
Canberra 2005: oro.
Amsterdam 2006: bronzo.
Quilmes 2007: oro.
Sydney 2009: bronzo.
Nottingham 2010: argento.
Amstelveen 2011: oro.
Rosario 2012: bronzo.
Mendoza 2014: bronzo.
Londra 2016: argento.
- Campionato europeo

Dublino 2005: oro.
Manchester 2007: argento.
Amstelveen 2009: oro.
Gladbach 2011: oro.
Boom 2013: bronzo.
Londra 2015: argento.